# David Lloyd George (visconde)
David Lloyd George, 2º Visconde de Tenby (4 de novembro de 1922 - 4 de julho de 1983) foi um nobre galês, neto de David Lloyd George, primeiro-ministro britânico.

## Vida
Lloyd George era o filho mais velho de Gwilym Lloyd George, 1º Visconde de Tenby e de Edna Gwen de Jones. Ele foi educado no Eastbourne College, e depois foi comissionado na Artilharia Real durante a Segunda Guerra Mundial, chegando ao posto de Capitão. Após a guerra continuou com a sua educação no Jesus College, em Cambridge, e formou-se BA em 1947, prosseguindo para um MA em 1949.
Em 14 de fevereiro de 1967, Lloyd George sucedeu ao seu pai como visconde de Tenby e assumiu o seu assento na Câmara dos Lordes. Ele morreu solteiro em 1983 e foi sucedido pelo seu irmão mais novo, William Lloyd George.